# Meganoton
Meganoton is een geslacht van vlinders van de familie pijlstaarten (Sphingidae), uit de onderfamilie Sphinginae.

## Soorten
- M. analis (R. Felder, 1874)
- M. clossi Gehlen, 1924
- M. hyloicoides Rothschild, 1910
- M. nyctiphanes (Walker, 1856)
- M. rubescens (Butler, 1876)
- M. rufescens Butler, 1875
- M. scribae Austaut, 1911
- M. yunnanfuana Clark, 1925